# 플레이스테이션 아이

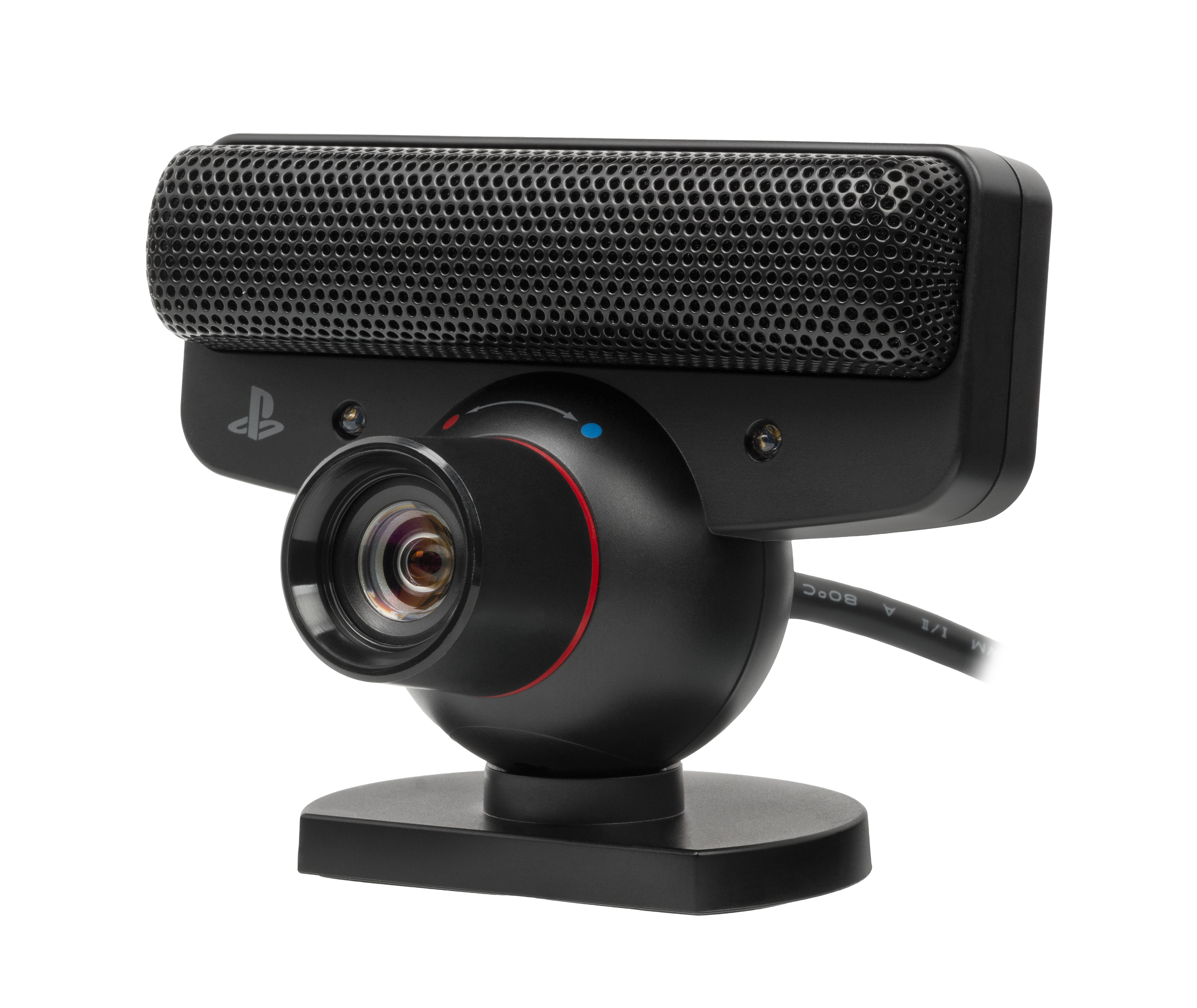

플레이스테이션 아이(PlayStation Eye)는 플레이스테이션 3용 디지털 카메라 장치로서 웹캠과 비슷한 모습을 지녔다. 컴퓨터 비전과 제스처 인식 기술을 사용하여 카메라에 의해 촬영된 이미지를 처리한다. 이를 통해 모션과 컬러 감지를 이용하여 플레이어가 게임과 소통할 수 있게 하며 소리는 내장 마이크로폰 어레이를 통해 수음된다. 2003년 출시된 플레이스테이션 2의 아이토이의 뒤를 잇는다.

## 호환 게임
- 타이거 우즈 PGA 투어 08[1]
- 번아웃 파라다이스[2]
- 페이스브레이커 K.O. 파티
- 월드 사커 위닝 일레븐 2009 (used to capture personal image for the character, "Become a Legend" mode)
- 레인보우 식스: 베가스 2[3]
- 타이거 우즈 PGA 투어 10
- 그란 투리스모 5
- 오오카미[4]

## 같이 보기
- 플레이스테이션 무브
- 엑스박스 라이브 비전
- 키넥트